# Kimi (phim)
Kimi là một bộ phim giật gân của Mỹ năm 2022 do Steven Soderbergh đạo diễn và David Koepp viết kịch bản kiêm sản xuất. Phim có sự tham gia của Zoë Kravitz và được phát hành trên HBO Max vào ngày 10 tháng 2 năm 2022, với những đánh giá chung tích cực.

## Tóm tắt
Bradley Hasling, CEO của một tập đoàn công nghệ tên là Amygdala, trả lời phỏng vấn về sản phẩm mới nhất của công ty, Kimi. Kimi là một chiếc loa thông minh gây tranh cãi khi sử dụng giám sát của con người để cải thiện thuật toán tìm kiếm của thiết bị. Amygdala dự định sẽ sớm tổ chức đợt chào bán cổ phiếu lần đầu ra công chúng, điều này có nghĩa là sẽ kiếm được một khoản tiền lớn cho Hasling.
Angela Childs là nhân viên của Amygdala ở Seattle, làm việc tại nhà, giám sát các luồng dữ liệu đến từ các thiết bị Kimi và thực hiện các chỉnh sửa đối với phần mềm. Cô ấy mắc chứng lo âu và chứng sợ khoảng trống do bị hành hung trước đó, tình trạng này càng trở nên trầm trọng hơn do đại dịch COVID-19. Mối quan hệ chính của cô ấy là với người bạn đời lãng mạn Terry, người hàng xóm bên kia đường mà cô ấy gặp để quan hệ tình dục trong căn hộ của mình. Một ngày nọ khi đang làm việc, Angela nhận được đoạn ghi âm ghi lại cảnh một người đàn ông tên Brad tấn công tình dục bạo lực. Với sự giúp đỡ của đồng nghiệp Darius, cô truy cập được thông tin của chủ tài khoản, một phụ nữ tên Samantha. Angela phát hiện thêm những đoạn ghi âm khác của Samantha, bao gồm cả đoạn nghe giống như vụ giết người của cô ấy. Đoạn ghi âm đã tiết lộ rằng "Brad" thực chất là Bradley Hasling và Samantha là nhân tình của anh ta. Bradley đã ra lệnh giết người từ một sát thủ tên là Rivas. Angela chuyển các bản ghi vào USB của mình. 
Cô báo cáo sự việc với cấp trên của mình, người này đã giới thiệu cô ấy với Natalie Chowdhury, một giám đốc điều hành tại Amygdala. Angela cố gắng liên lạc với Chowdhury qua điện thoại nhiều lần, nhưng cuối cùng bị thuyết phục đích thân đến văn phòng của cô ấy, với lời hứa rằng sẽ thông báo vụ việc lên FBI. Tại văn phòng, Angela cảm thấy bối rối khi Chowdhury có vẻ miễn cưỡng liên hệ với chính quyền và đề cập đến việc Angela đã nghỉ việc vì sức khỏe tâm thần trước đó. Trong khi chờ liên hệ với FBI, cô nhận được tin báo từ Darius rằng ai đó đã xóa đoạn ghi âm giọng nói của Samantha khỏi máy chủ Amygdala và ngay sau đó nhìn thấy hai người đàn ông lạ mặt bước vào văn phòng. Cô chạy trốn và đi bộ tới văn phòng FBI gần đó, trong khi bị Rivas và đồng bọn theo dõi qua điện thoại di động của cô.
Những người đàn ông đuổi kịp Angela và định ép cô ấy vào một chiếc xe tải, nhưng một nhóm người biểu tình gần đó đã ngăn cản cô ấy bị bắt cóc. Tuy nhiên, một trong những người của Rivas, một hacker tên là Yuri, có thể suy ra nơi cô ấy đến từ lịch sử tìm kiếm trên điện thoại của Angela. Angela bị đánh thuốc mê và bị bọn bắt cóc đưa về căn hộ của cô, những kẻ định này định dàn dựng một cuộc đột nhập vào nhà để che đậy vụ giết người. Trên đường vào nhà, họ bị cắt ngang bởi Kevin, một người hàng xóm cũng dành toàn bộ thời gian ở trong nhà và trở nên lo lắng sau khi thấy Angela rời khỏi nhà. Kevin bị đâm, khiến những kẻ tấn công mất tập trung, nhưng Rivas đã đợi sẵn trong căn hộ của cô ấy. Hắn ta tịch thu USB và bắt đầu xóa các đoạn ghi âm khỏi laptop của Angela, nhưng cô ấy lại sử dụng thiết bị Kimi của mình để đánh lạc hướng Rivas và người của hắn ta, trốn lên tầng trên. Cô lắp ráp một vũ khí bằng cách sử dụng một khẩu súng bắn đinh do một công trình xây dựng để lại trong căn hộ phía trên cô ấy, sử dụng nó để tiêu diệt những kẻ đột nhập. Terry, người mà cô đã lên kế hoạch gặp mặt, đến đúng lúc cô ấy đang gọi 9-1-1.
Phần kết cho thấy Bradley Hasling đã bị bắt vì tội giết Samantha. Angela, để kiểu tóc mới, ăn sáng với Terry bên ngoài căn hộ của cô ấy.

## Diễn viên
- Zoë Kravitz ...	Angela Childs: nhân viên sửa lỗi phần mềm Kimi của Tập đoàn Amygdala
- Byron Bowers ...	Terry Hughes: hàng xóm nhà đối diện với Angela, và cũng là bạn trai của Angela
- Jaime Camil ...	Antonio Rivas: 1 sát thủ được Bradley thuê để giết Samantha
- Erika Christensen ...	Samantha Gerrity: 1 khách hàng sử dụng Kimi cũng chính là tình nhân của Bradley, bị cưỡng bức sau đó bị giết
- Derek DelGaudio ...	Bradley Hasling: CEO của Tập đoàn Amygdala – tọa lạc ở Seattle
- Robin Givens ...	Mẹ của Angela
- India de Beaufort ...	Sharon
- Devin Ratray ...	Kevin: hàng xóm bên đối diện nhà Angela
- Rita Wilson ...	Natalie Chowdhury: người đứng đầu Organic Interpolation, giám đốc điều hành tại Amygdala
- Alex Dobrenko ...	Darius Popescu: đồng nghiệp của Angela
- David Wain ... Nha sĩ của Angela
- Emily Kuroda ...	Bác sĩ Sarah Burns
- Sarai Koo	...	Jessica Hasling: vợ của Bradley
- Koya Harada	...	Con trai Bradley
- Lakin Valdez	...	Marcos: hàng xóm của Angela
- Beka Sikharulidze	...	Yuri: hacker thuộc đội của Rivas
- Jamie Baer	...	Trợ lý của Chowdhury

## Sản xuất
Vào ngày 25 tháng 2 năm 2021, có thông báo rằng Steven Soderbergh sẽ chỉ đạo bộ phim Kimi với Zoë Kravitz đóng vai chính. Vào tháng 3 năm 2021, Byron Bowers, Jaime Camil, Jacob Vargas và Derek DelGaudio tham gia dàn diễn viên. Vào tháng 4 năm 2021, Erika Christensen và Devin Ratray tham gia dàn diễn viên. Những cảnh quay chính bắt đầu vào tháng 4 năm 2021 tại Los Angeles, nơi phần lớn các cảnh trong nhà được quay. Vào tháng 5, đoàn làm phim chuyển đến Seattle để quay ngoại cảnh.

## Phát hành
Kimi được phát hành trên HBO Max vào ngày 10 tháng 2 năm 2022. Phim được phát hành trên DVD và kỹ thuật số vào ngày 12 tháng 4 năm 2022.

## Đánh giá
Trên trang web tổng hợp phê bình Rotten Tomatoes, 92% trong số 120 bài phê bình của các nhà phê bình là tích cực, với điểm trung bình là 7,50/10. Sự đồng thuận của trang web có nội dung: "Một bộ phim kinh dị trong nhà với bối cảnh thế kỷ 21, Kimi của đạo diễn Steven Soderbergh chỉ dừng ở mức làm hài lòng đám đông - một phần không nhỏ nhờ vào màn trình diễn xuất sắc của Zoë Kravitz." Metacritic, sử dụng điểm trung bình, đã cho bộ phim số điểm 79 trên 100, dựa trên 27 nhà phê bình, cho thấy "các bài đánh giá nhìn chung là thuận lợi"